# Милье, Софи
Софи Милье (фр. Sophie Milliet; род. 2 ноября 1983, Марсель) — французская шахматистка, международный мастер (2009).
В составе сборной Франции участница 6-и Олимпиад (2004—2014), командного чемпионата мира (2013), 8-и командных чемпионатов Европы (2003—2017) и других соревнований.
В ноябре 2021 года в Риге она заняла 47-е место на турнире «Большая женская швейцарка ФИДЕ».

## Изменения рейтинга
| Графики недоступны из-за технических проблем. См. информацию на Фабрикаторе и на mediawiki.org. |